# Camo
Camo település Olaszországban, Piemont régióban, Cuneo megyében. Lakosainak száma 189 fő (2018. január 1.). Camo Mango, Santo Stefano Belbo és Cossano Belbo községekkel határos.

## Népesség
A település népessége az elmúlt években az alábbi módon változott:

| 2018 | 189 |